# Ляна
«Ля́на» — советский игровой фильм режиссёра Бориса Барнета, снятый на Киностудии имени Горького в 1955 году. Первая работа в кино Леонида Гайдая (актёр, режиссёр-практикант).
Премьерный показ состоялся в августе 1955 года.

## Сюжет
Забавная история трёх талантливых молодых людей Андрия (Александр Шворин), Алёши (Леонид Гайдай), Гриши (Раднэр Муратов) и их подружек, — Ляны (Кюнна Игнатова) и Параскицы (Муза Крепкогорская).
Герои живут, влюбляются и трудятся в зажиточном молдавском колхозе середины 1950-х годов. Победив на республиканском конкурсе художественной самодеятельности в Кишинёве, друзья должны поехать в Москву, но так получилось, что в столицу едут только их возлюбленные.

## В ролях
| Актёр                   | Роль                                   |
| ----------------------- | -------------------------------------- |
| Кюнна Игнатова          | Ляна                                   |
| Александр Шворин        | Андрий                                 |
| Муза Крепкогорская      | Параскица                              |
| Леонид Гайдай           | Алёша                                  |
| Раднэр Муратов          | Гриша                                  |
| Евгений Уреке           | председатель колхоза Степан Васильевич |
| Николай Горлов          | шофёр Саша                             |
| Константин Константинов | колхозник-меломан Гица                 |
| Дмитрий Лысенко         | дед Ляны                               |

## Съёмочная группа
- Сценарий и тексты песен — Леонид Корняну
- Дирижёры — Шико Аранов, Григорий Гамбург
- Вторые режиссёры — К. Николаевич, Марлен Хуциев[3]
- Режиссёр-практикант — Леонид Гайдай

## Внешние медиафайлы
- Художественный фильм «Ляна» (1955) (укр.). Полная версия. Megogo (1955). Дата обращения: 8 мая 2017.